# Commonwealth Bank
Commonwealth Bank est une banque australienne. La Commonwealth Bank est l'une des « quatre grandes » banques australiennes, avec la National Australia Bank (NAB), l'Australia and New Zealand Banking Group (ANZ) et Westpac.

## Historique
Elle est fondée en 1911 par le gouvernement australien.
La Commonwealth Bank a joué le rôle de banque centrale australienne entre 1920 à 1960, jusqu'au Reserve Bank Act de 1959 qui transféra ces fonctions à la Banque de réserve d'Australie le 14 janvier 1960. 
Elle a été introduite à la Bourse australienne en 1991 et le gouvernement l'a privatisée en 1996.
En 2000, Commonwealth Bank fusionne avec Colonial Limited.
En 2006, Commonwealth Bank acquiert les 49 % qu'il ne détenait pas après sa fusion avec Colonial Limited dans Colonial National Bank, une banque aux Fidji. Colonial National Bank est ensuite vendue à Bank South Pacific, une banque de Papouasie-Nouvelle-Guinée.
En août 2017, à la suite d'affaires de blanchiment d'argent et de financements présumés de terrorisme, le Directeur Général de la Banque, Ian Narev, annonce sa démission pour 2018. En septembre 2017, Commonwealth Bank annonce la vente de ses activités d'assurances vie à AIA Group pour 3,05 milliards de dollars.
Le 4 juin 2018, la Commonwealth Bank accepte de payer une amende de 700 millions de dollars australiens (environ 454 millions d'euros) afin de mettre fin aux poursuites judiciaires qui accuse la banque d'avoir enfreint les législations sur le blanchiment et le financement du terrorisme,.

## Controverses
Dollarmites est le programme de banque scolaire de la Commonwealth Bank. Dans un rapport de 2020, la Commission australienne des valeurs mobilières et des investissements (Australian Securities and Investments Commission) a recommandé de ne pas autoriser ces programmes. Le gouvernement de l'État de Victoria, puis celui de l'État du Queensland, ont prévu de ne plus autoriser ces programmes dans leurs écoles publiques. Le groupe de consommateurs Choice a continué à faire pression pour que d'autres gouvernements d'État interdisent également le programme bancaire dans les écoles publiques. Finalement, en 2021, après que le gouvernement de la Nouvelle-Galles du Sud l'ait également interdit, la Commonwealth Bank a annoncé la fin du programme,. 